# Главично
Главично је насељено место у Босни и Херцеговини у општини Олово у Зеничко-добојском кантону које административно припада Федерацији Босне и Херцеговине.Према последњем попису становништва из 2013. у насељу је живело 236 становника.

## Географија
Насеље се налази на надморској висини од 516 метара, површине 5,50 km², са густином насељености 42,91 становник по km².

## Становништво
| Националност       | 1971.        | 1981.        | 1991.        | 2013.        |
| Муслимани*         | 312 (99,36%) | 312 (94,83%) | 351 (100,0%) |              |
| Југословени        |              | 15 (4,559%)  |              |              |
| остали и непознато | 2 (0,637%    | 1 (0,304%)   |              |              |
| Македонци          |              | 1 (0,304%)   |              |              |
| Укупно             | 314 (100,0%) | 329 (100,0%) | 351 (100,0%) | 236 (100,0%) |

- Муслимани се данас углавном изјашњавају као Бошњаци.